# 攤銷
攤銷（英語：Amortization），是無形資產的折旧，例如商標、商譽、專利權、著作權等，將其成本轉為費用。